# Plebiscyt na Górnym Śląsku

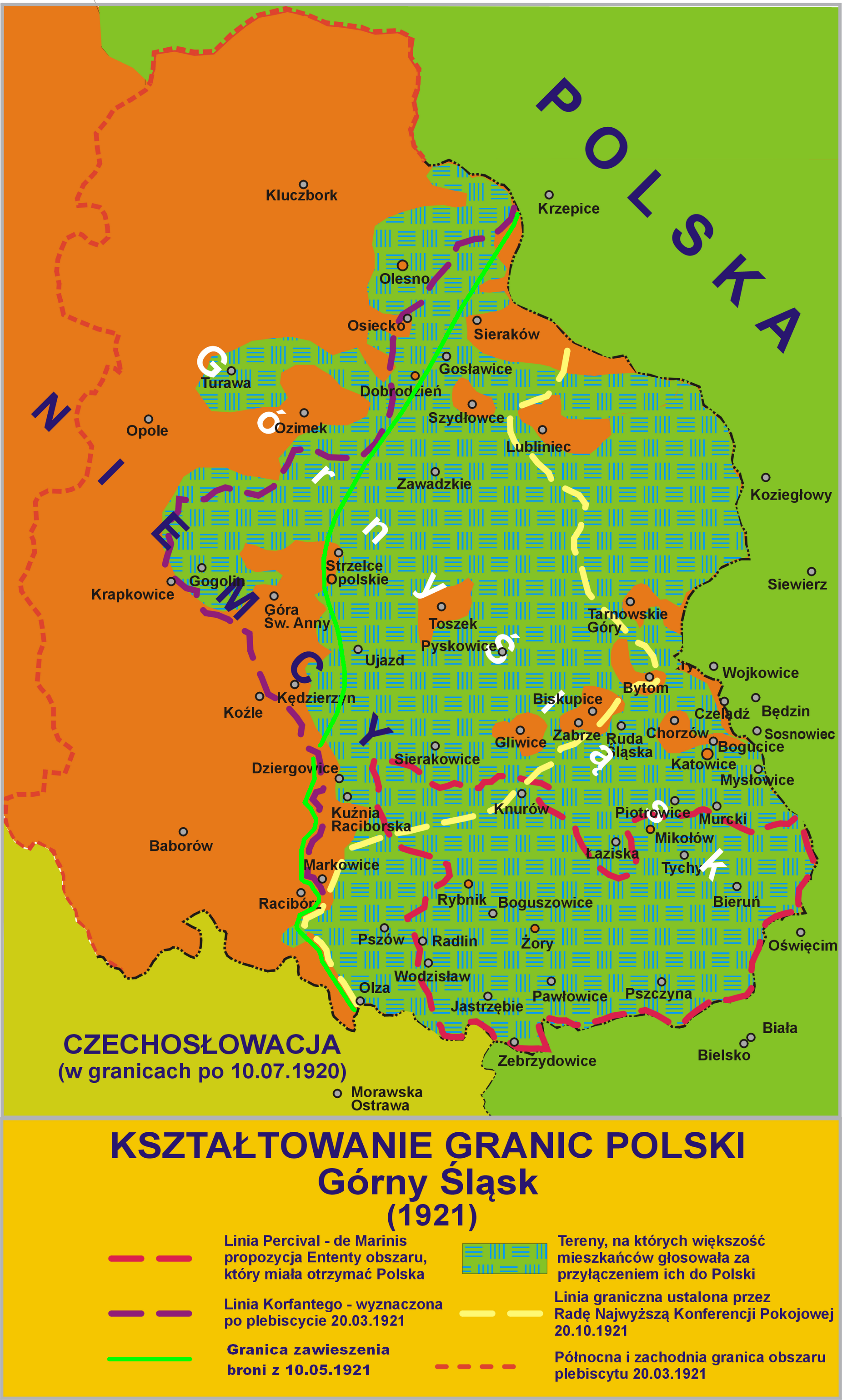
Obszar plebiscytowy z przybliżonym rozkładem głosów (nie zaznaczono m.in. miast, gdzie padły głosy na Niemcy) oraz projekty linii granicznej

Plebiscyt na Górnym Śląsku (niem. Volksabstimmung in Oberschlesien) – jeden z dwóch plebiscytów etnicznego pogranicza polsko-niemieckiego, które wyznaczono w 1919 r. w wersalskim traktacie pokojowym, kończącym I wojnę światową (drugim był plebiscyt na Warmii i Mazurach). Plebiscyt został przeprowadzony w ramach procesu podejmowania przez światowe mocarstwa decyzji o przynależności państwowej Górnego Śląska i odbył się 20 marca 1921 r. Głosowanie poprzedzone było dwoma akcjami zbrojnymi części ludności domagającej się przyłączenia regionu do Polski (powstania śląskie).
Większość głosujących – ok. 60% z blisko 1,2 miliona osób biorących udział w głosowaniu – opowiedziała się za pozostaniem regionu w granicach Niemiec. Impas decyzyjny wśród przedstawicieli mocarstw, którzy na podstawie wyników plebiscytu rozważali warianty podziału Górnego Śląska między dwa zainteresowane państwa, przyczynił się do wybuchu trzeciego już starcia zbrojnego. Ostatecznie przy arbitrażu Ligi Narodów, większość obszaru plebiscytowego znalazła się w granicach Republiki Weimarskiej, tworząc w jej ramach prowincję górnośląską. Rzeczpospolitej przyznano jednak większość cennego gospodarczo terenu przemysłowego wokół Katowic, z licznymi kopalniami i hutami, na bazie którego utworzono województwo śląskie.
Ważnym następstwem plebiscytu było z jednej strony rozpalenie nacjonalistycznych nastrojów i antagonizacja ludności o skrystalizowanej świadomości narodowej (polskiej lub niemieckiej). Z drugiej strony wielu ludzi dotąd obojętnych narodowo, osadzonych przede wszystkim w śląskiej tożsamości regionalnej, teraz musiało wybierać między Niemcami a Polską, dokonując po raz pierwszy samookreślenia identyfikacji narodowej czy przynajmniej oczekiwań wobec kraju zamieszkania. Współżycie mieszkańców niejednorodnego pod względem etnicznym regionu stało się po plebiscycie mniej harmonijne niż było wcześniej, zakreślając podziały tożsamościowe tak w obrębie większych społeczności, jak i wewnątrz rodzin.
W niemieckich publikacjach międzywojennych plebiscyt i podział Górnego Śląska przedstawiano jako symbol bezprawia traktatu wersalskiego, narzuconego Niemcom przez dyktat mocarstw, głównie przez Francję, wbrew demokratycznemu werdyktowi ludności. Po II wojnie światowej niemieckie opracowania historyczne generalnie powielały ten punkt widzenia, jednak temat plebiscytu został przyćmiony przez problem wysiedleń i całkowitej utraty ziem wschodnich, przez co współcześnie nie skupia większej uwagi tamtejszych historyków. Polska literatura opisuje plebiscyt bardziej obszernie, choć poświęca mu zdecydowanie mniej miejsca niż towarzyszącym powstaniom, które ukazuje jako bohaterski czyn ludu polskiego, kluczowy dla powrotu Śląska do Polski. Sam plebiscyt bywa oceniany w kontekście nieprzychylnego podejścia Wielkiej Brytanii i ograniczonych możliwości polskiej dyplomacji, a wynik głosowania uznaje się za wypaczony nieuczciwymi, zdaniem polskich historyków, warunkami jego przeprowadzenia.

## Tło historyczne

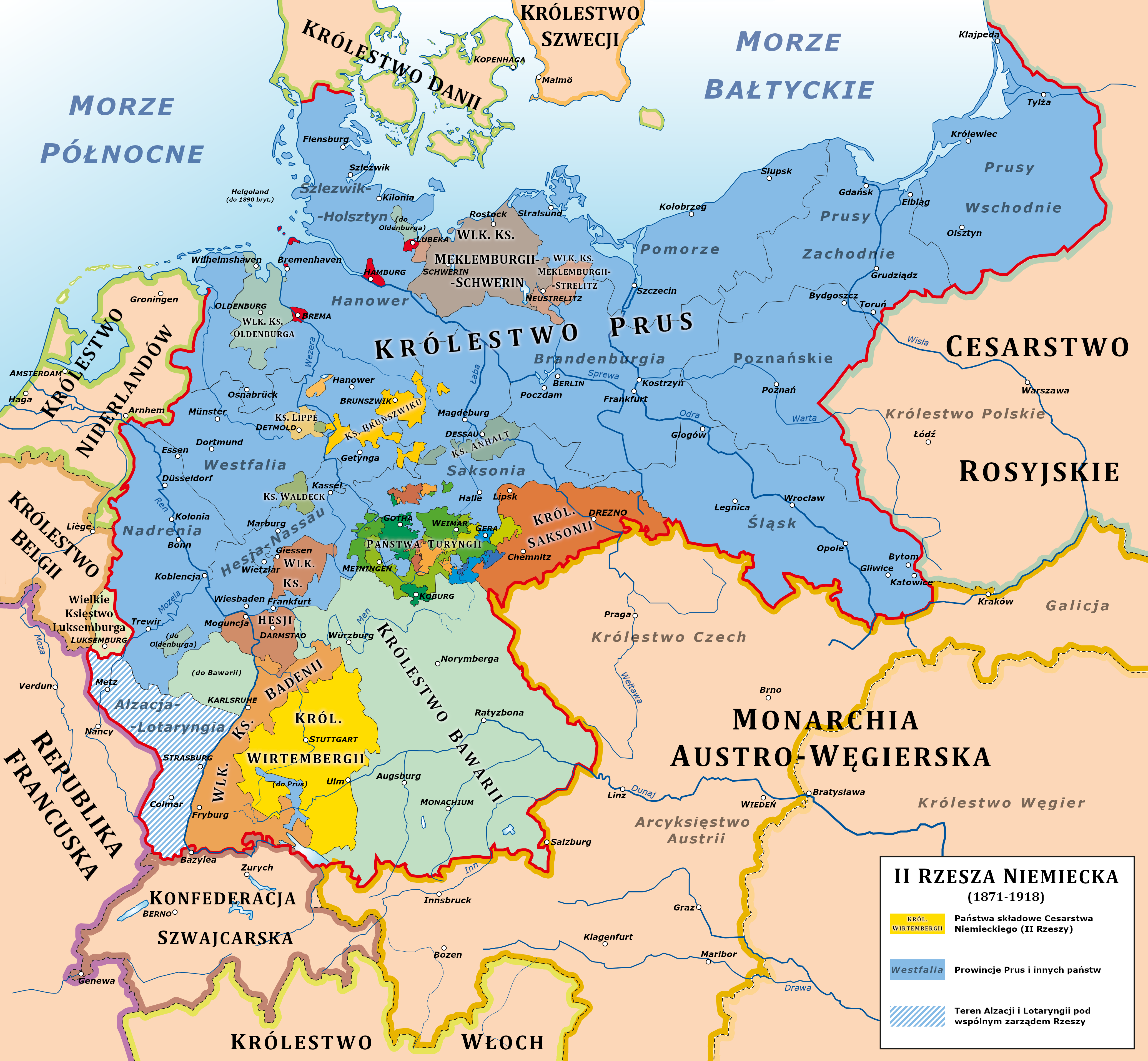
Królestwo Prus w obrębie Cesarstwa Niemieckiego przed I wojną światową (1914)

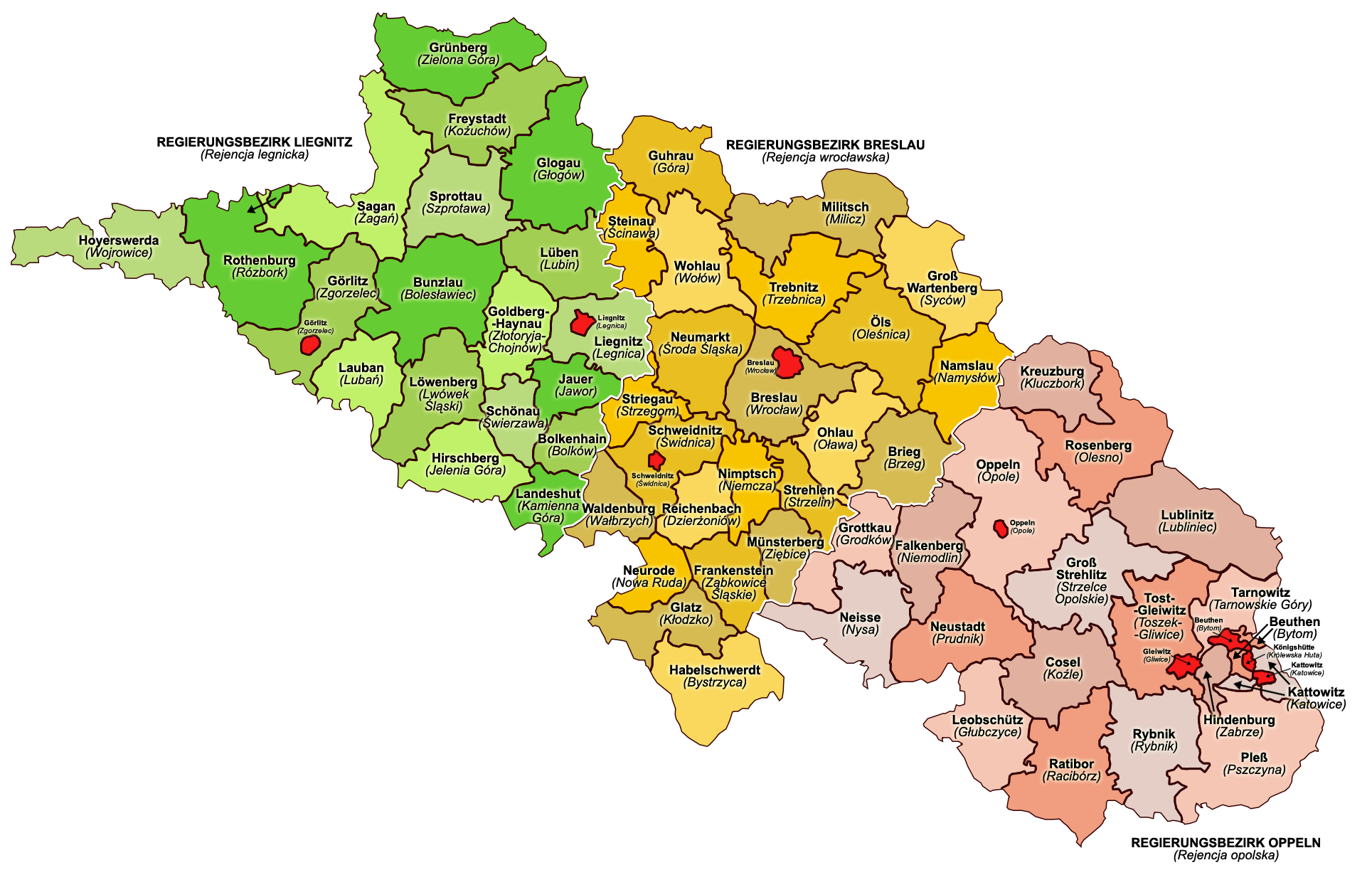
Podział administracyjny prowincji śląskiej w państwie pruskim (1905)

Śląsk w średniowieczu był częścią Królestwa Polskiego, jednak w wyniku rozbicia dzielnicowego wpadł w orbitę wpływów czeskich i stał się jednym z Krajów Korony Czeskiej, a następnie składową Monarchii Habsburgów. W XVIII w. Prusy militarnie zajęły większą część Śląska, i odtąd Górny Śląsk (bez Śląska Cieszyńskiego) wchodził w skład tego państwa jako rejencja opolska w prowincji śląskiej. Władze pruskie, szczególnie po utworzeniu w 1871 r. zjednoczonego państwa niemieckiego, podjęły polityczną walkę z kościołem katolickim i językiem polskim w celu konsolidacji narodowej i modernizacji Górnego Śląska, który uważali za kulturowo odrębne i zacofane peryferia. Mimo postępującego zniemczania szkolnictwa i administracji oraz dobrowolnej asymilacji części ludności, na początku XX w. polszczyzna przeważała wśród mieszkańców obszarów wiejskich rejencji opolskiej. W miastach i wśród elit dominował język niemiecki. Wzrostowi zasięgu niemczyzny sprzyjała industrializacja, dokonywana początkowo przez państwo, a później przez prywatnych właścicieli niemieckich, w tym języku mówili bowiem specjaliści, nadzór, niemieckie były regulaminy pracy.
Przeszkody hamujące rozwój ruchu polskiego w rejencji opolskiej były kompensowane przez kontakty z prowincją poznańską oraz taktyczny sojusz z niemiecką partią Centrum, reprezentującą katolików w polityce. Kościół bronił dwujęzyczności regionu, bo miał wielu wyznawców na wsi, co sprzyjało wydawaniu polskich gazet, działaniu kółek czytelniczych czy muzycznych. Aktywność kulturalna przekształciła się na przełomie XIX i XX w. w samodzielny ruch polityczny, będący już w kontrze do Centrum jako odrębny nurt chadecki ze Śląska, wprowadzający polskojęzycznych posłów do niemieckiego parlamentu. 
U podstaw emancypacji ruchu polskiego leżały wielorakie uwarunkowania. Wypieranie stosunków feudalnych przez kapitalistyczne, upowszechnienie edukacji, zwiększenie migracji, rozwój prasy, parlamentyzacja polityki – to wszystko wyzwalało aktywność społeczną i rodziło świadomość wspólnot etnicznych w obrębie rozległych organizmów państwowych. Na Górnym Śląsku objawiło się to zaistnieniem polskiej, obok funkcjonującej już niemieckiej, jako równoległej tożsamości narodowej, przy czym duża część Górnoślązaków pozostała zawieszona pomiędzy tymi dwoma substancjami, zatrzymując się na etapie więzi regionalnej (górnośląskiej). Z perspektywy niemieckiej emancypacja ruchu polskiego na Górnym Śląsku była oceniana głównie jako akt zewnętrznego sterowania z Wielkopolski i Galicji, natomiast z polskiej strony jako oddolne unarodowienie w procesie kształtowania się nowoczesnego narodu, gdzie zewnętrzne kontakty odegrały rolę wspomagającą, ale nie kluczową.

## Sytuacja międzynarodowa po I wojnie światowej

Sytuacja językowa w prowincji śląskiej według pruskich statystyk urzędowych (1905/06)

Po zakończeniu I wojny światowej jedną z kwestii, które zwycięskie mocarstwa Ententy rozstrzygały na paryskiej konferencji pokojowej, było ustalenie granicy polsko-niemieckiej. Polska delegacja pod przewodnictwem Romana Dmowskiego argumentowała, że Górny Śląsk należy się odrodzonej Rzeczpospolitej z uwagi na fakt posługiwania się przez większość ludności regionu językiem polskim. Według pruskiego spisu statystycznego z 1910 r., 57% mieszkańców rejencji opolskiej deklarowało polskojęzyczność. Ponadto przekonywano, że aby Polska mogła swobodnie egzystować między Republiką Weimarską a Rosją Radziecką, musi być duża terytorialnie i silna ekonomicznie, potrzebuje więc gdańskich portów oraz śląskiego przemysłu, nawet kosztem licznej mniejszości niemieckiej w swoich granicach. Niemieccy politycy twierdzili, że język górnoślązaków jest dialektem mieszanym polsko-niemieckim, podkreślano brak formalnych związków Górnego Śląska z państwem polskim od średniowiecza, a pomyślność regionu przypisywano niemieckiemu kapitałowi i kulturze. Głównie akcentowano jednak przestrogę, że brak śląskiego przemysłu uniemożliwi Niemcom zapłatę narzuconych im odszkodowań wojennych. O wadze sporu świadczy fakt, że górnośląskie zagłębie było jednym z największych w Europie i drugim największym okręgiem przemysłowym w Niemczech. 
Polsko-niemiecki spór o Górny Śląsk stał się elementem szerszej rozgrywki francusko-brytyjskiej o nowy ład polityczny w powojennym świecie. Francja dążyła do maksymalnego osłabienia militarnego i gospodarczego Niemiec, aby zapewnić sobie bezpieczeństwo. Słabe Niemcy i mocna Francja nie były jednak w interesie Wielkiej Brytanii, której zależało na równowadze sił na kontynencie. Nadmierne osłabienie Berlina mogło, według Londynu, doprowadzić do kryzysu gospodarczego w Europie, a nawet rozszerzenia rewolucji bolszewickiej na zachód. Paryż w roli antykomunistycznej bariery widział Polskę, zaś Londyn – Niemcy. Polska z perspektywy brytyjskiej jawiła się jako kraj młody i niepewny, a z ewentualną liczną mniejszością niemiecką – jako zarzewie nowych konfliktów.
Wobec tak zajętych pozycji strategicznych, francuski premier Georges Clemenceau popierał polskie żądania odnośnie Górnego Śląska, a jego brytyjski odpowiednik David Lloyd George był im przeciwny. Komisja ekspertów zarekomendowała włączenie regionu do Polski. Trudności w znalezieniu kompromisu na poziomie politycznym spowodowały jednak, że zdecydowano się na przeprowadzenie plebiscytu i uzależniono dalsze decyzje od wyników głosowania. Plebiscyt zaproponowali Brytyjczycy, co zaakceptowali Francuzi w przekonaniu, że większość polskojęzyczna i tak przeważy w głosowaniu. W zamian za to ustępstwo liczono na poparcie Brytyjczyków w sporze z Amerykanami o wysokość reparacji niemieckich, które były dla Francji ważniejsze niż sprawa Górnego Śląska. Stany Zjednoczone optowały za dyplomacją bez srogich kar wojennych, uznając to za nieskuteczny przeżytek minionej epoki, podczas gdy Francji zależało na wysokich odszkodowaniach w celu odbudowy zniszczonej przez niemieckie działania wojenne gospodarki. Brytyjczycy zajmowali w tej sprawie stanowisko pośrednie.

## Górny Śląsk pod międzynarodową administracją

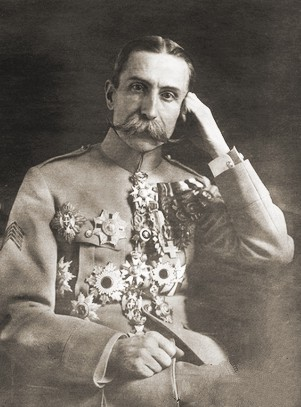
Henri Le Rond – Przewodniczący Międzysojuszniczej Komisji Rządzącej i Plebiscytowej

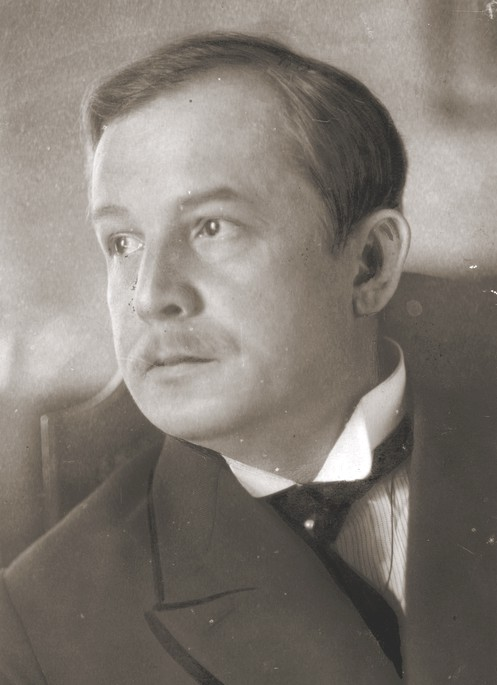
Wojciech Korfanty – Polski Komisarz Plebiscytowy

Zakres swobód obywatelskich u zarania Republiki Weimarskiej pozwolił na aktywizację ruchu polskiego w rejencji opolskiej. Ustanowiono górnośląski podkomisariat poznańskiej Naczelnej Rady Ludowej (NRL), stanowiący lokalny ośrodek polityczny, oraz równolegle powołano Polską Organizację Wojskową Górnego Śląska (POW) dla aktywności konspiracyjnej. Mimo sukcesu powstania wielkopolskiego, w rejencji opolskiej na początku 1919 r. przyjęto po stronie polskiej postawę wyczekującą na decyzje mocarstw z konferencji pokojowej. Pogarszająca się sytuacja gospodarcza – braki w zaopatrzeniu, drożyzna i widmo bezrobocia – doprowadziła w sierpniu do strajku górnikow i starć z oddziałami Grenzschutzu. Przy rozczarowaniu ogłoszeniem plebiscytu, frakcja rewolucyjna w POW, wbrew stanowisku NRL, wznieciła pierwsze powstanie śląskie, które w obliczu złego przygotowania i dysproporcji sił zostało szybko spacyfikowane przez wojsko niemieckie.
W październiku 1919 r. niemieckie władze podniosły rejencję opolską do rangi prowincji górnośląskiej. Władze polskie odpowiedziały podobnym krokiem, gdy w lipcu 1920 r. Sejm uchwalił autonomię dla przyszłego województwa śląskiego. Tymczasem na czas przeprowadzenia plebiscytu Górny Śląsk został w 1920 r. prawnie i administracyjnie oddzielony od Niemiec. O utrzymanie porządku publicznego dbały francuskie, włoskie i brytyjskie oddziały wojskowe (dominujący udział Francji). Administrację przejęła Międzysojusznicza Komisja Rządząca i Plebiscytowa z siedzibą w Opolu, złożona z przedstawicieli aliantów. Przewodniczącym Komisji został gen. Henri Le Rond, a jego zastępcami gen. Alberto De Marinis i płk Harold Percival. Z Komisją współpracowali konsulowie delegowani przez Polskę (Daniel Kęszycki), Niemcy, Czechosłowację i Stolicę Apostolską. Dowódcą wojsk alianckich został Francuz gen. Jules Gratier. Oprócz opracowania regulaminu plebiscytu oraz zorganizowania głosowania, Komisja Międzysojusznicza miała później na podstawie jego wyników zaproponować podział spornego terytorium, do zatwierdzenia przez przywódców mocarstw.
Polska i Niemcy utworzyły komitety plebiscytowe, zwane komisariatami, do prowadzenia kampanii plebiscytowej. Na czele Polskiego Komisariatu Plebiscytowego stanął Wojciech Korfanty (współzałożyciel partii Chrześcijańskie Zjednoczenie Ludowe (CHZL), pierwszy śląski poseł do Reichstagu). Jego zastępcami zostali Konstanty Wolny (także CHZL), Józef Rymer (NPR) i Józef Biniszkiewicz (PPS). Szefem Niemieckiego Komisariatu Plebiscytowego został Kurt Urbanek (burmistrz Rozbarku), po tym, jak Komisja Międzysojusznicza odrzuciła kandydaturę Carla Ulitzki (ksiądz i polityk partii Centrum). Siedziba polskiego komisariatu mieściła się w bytomskim Hotelu Lomnitz, a niemieckiego w katowickim hotelu „Centralnym” przy ul. Dworcowej. Po stronie niemieckiej istniało wiele rozbudowanych organizacji prowadzących kampanię (m.in Związek Wiernych Ojczyźnie Górnoślązaków), stąd niemiecki komisariat zajmował się przede wszystkim koordynacją akcji plebiscytowej i politycznymi kontaktami z Komisją Międzysojuszniczą. Po polskiej stronie wielu członków komisariatu zajmowało się prowadzeniem kampanii, gdyż sieć wspomagających stowarzyszeń (m.in. Towarzystwo Gimnastyczne „Sokół”), jakkolwiek niemała, była mniej obfita niż niemiecka. W polską akcję plebiscytową zaangażowani byli ludzie różnego wieku i profesji: studenci, harcerze, dziennikarze, pisarze, adwokaci, lekarze, księża, sportowcy z klubów piłkarskich (królewskohucki Ruch, bytomska Polonia).

## Przebieg kampanii plebiscytowej

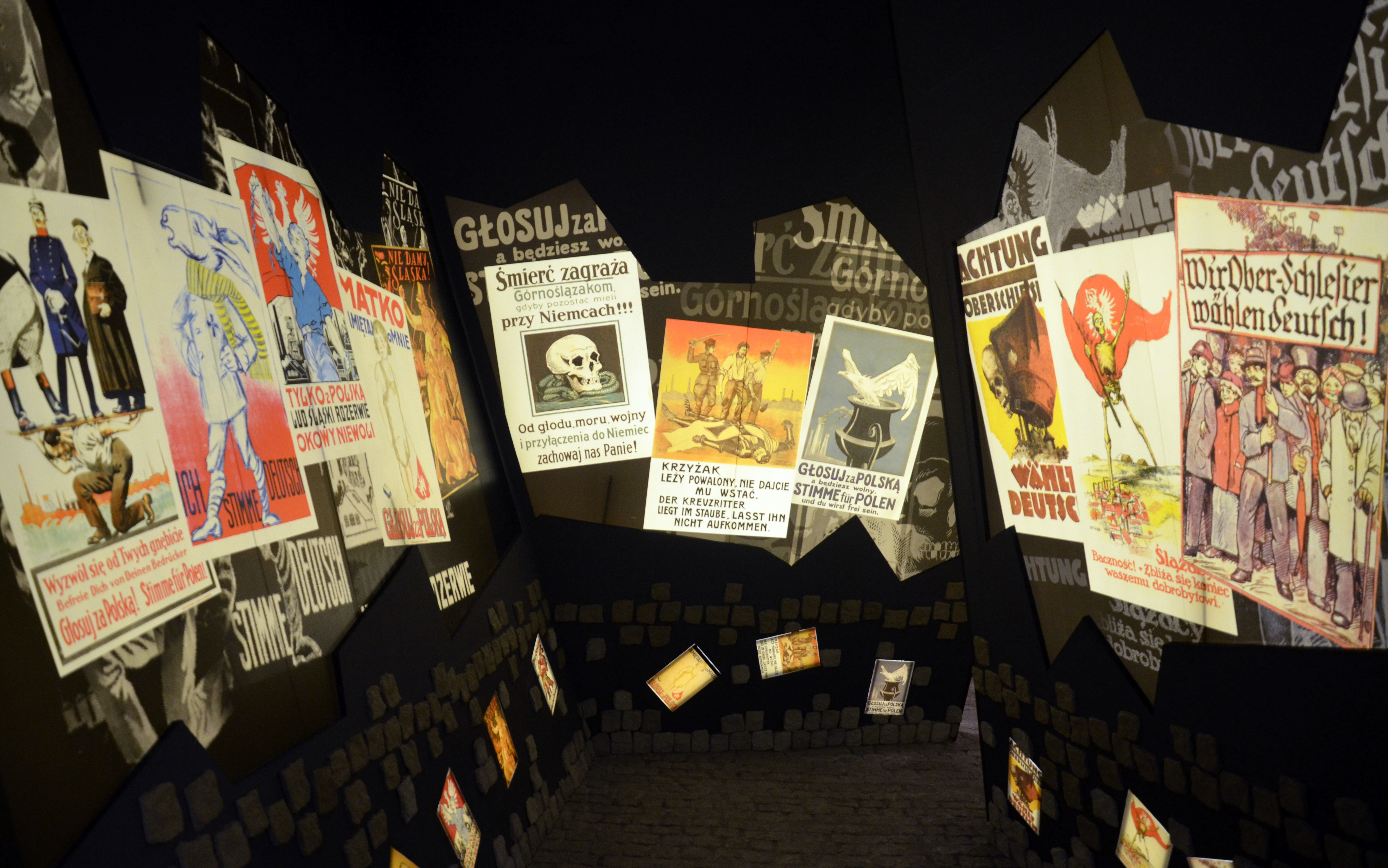
Wystawa plakatów propagandowych w Muzeum Śląskim w Katowicach (2015)

Po przybyciu na Śląsk w lutym 1920 r. Komisji Miedzysojuszniczej wraz z wojskami rozjemczymi, armię niemiecką ewakuowano w głąb Niemiec, pozostawiono jednak niemiecką policję i lokalną administrację. Obecność alianckich oddziałów porządkowych nie zapobiegła incydentom siłowym. Jednostki konspiracyjne obydwu stron czyniły prowokacje skutkujące tragediami, jak morderstwa polskiego lekarza i działacza Andrzeja Mielęckiego czy proniemiecko nastawionego separatysty Teofila Kupki. Po serii napadów na placówki Polskiego Komisariatu Plebiscytowego przy bierności policji, w sierpniu 1920 r. polska konspiracja (POW) wywołała drugie powstanie zbrojne, w efekcie którego udało się wymusić zastąpienie policji niemieckiej formacją parytetową polsko-niemiecką.
Obydwie strony w prowadzonej agitacji odwoływały się do demagogii, stereotypów i manipulacji. U odbiorców starano się wywołać strach przed przeciwnikiem i kreślono plastyczne obrazy negatywnych skutków zwycięstwa rywala, w kontrze zarysowując świetlaną przyszłość przy własnym zwycięstwie. Środki agitacji były rozmaite: prasa, plakaty, ulotki, naklejki, piosenki, film. Pojawiały się akcenty humorystyczne mimo, że podczas działań agitacyjnych, np. rozwieszania plakatów, nie brakowało incydentów przemocowych, jak bójki czy ostrzały. Kampanię prowadzono na wiecach, podczas przedstawień teatralnych i występów muzycznych, a także w zwykłej formie szeptanej.
Propaganda obozu niemieckiego podkreślała swój dorobek gospodarczy, społeczny i kulturowy w rozwoju Górnego Śląska, Polskę przedstawiając jako państwo bez przyszłości, niestabilne, awanturnicze i skonfliktowane ze wszystkimi sąsiadami, zacofane. Straszono, że dalszy postęp cywilizacyjny regionu jest możliwy jedynie przy kontynuacji rządów niemieckich, a przyłączenie do Polski oznacza szlachecką niegospodarność w zarządzaniu i biedę dla ludu. Narracja polskiej propagandy odwoływała się do językowej i religijnej bliskości z mieszkańcami, przypominając dyskryminację kulturową jaką prowadzili Niemcy. Snuto perspektywę końca wyzysku robotników przez niemieckich fabrykantów. W Polsce miała panować sprawiedliwość społeczna, a przejęta od obszarników ziemia zostać rozparcelowana chłopom. Ostrzegano, że Niemcy stoją u progu katastrofy gospodarczej w związku w wymogiem płacenia reparacji wojennych. 

Przykłady polskich i niemieckich plakatów propagandowych
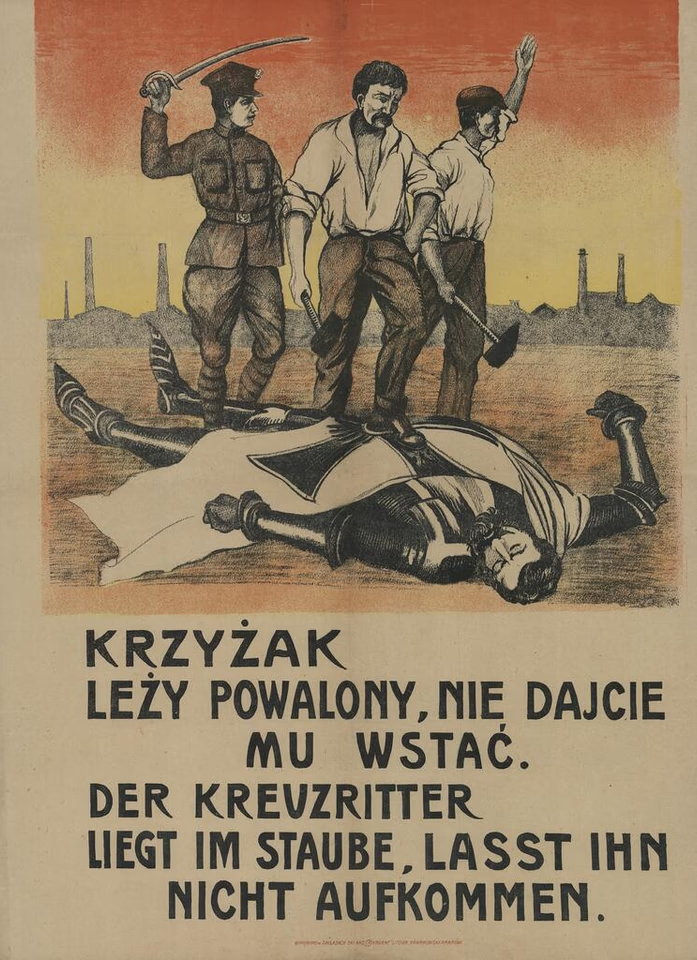
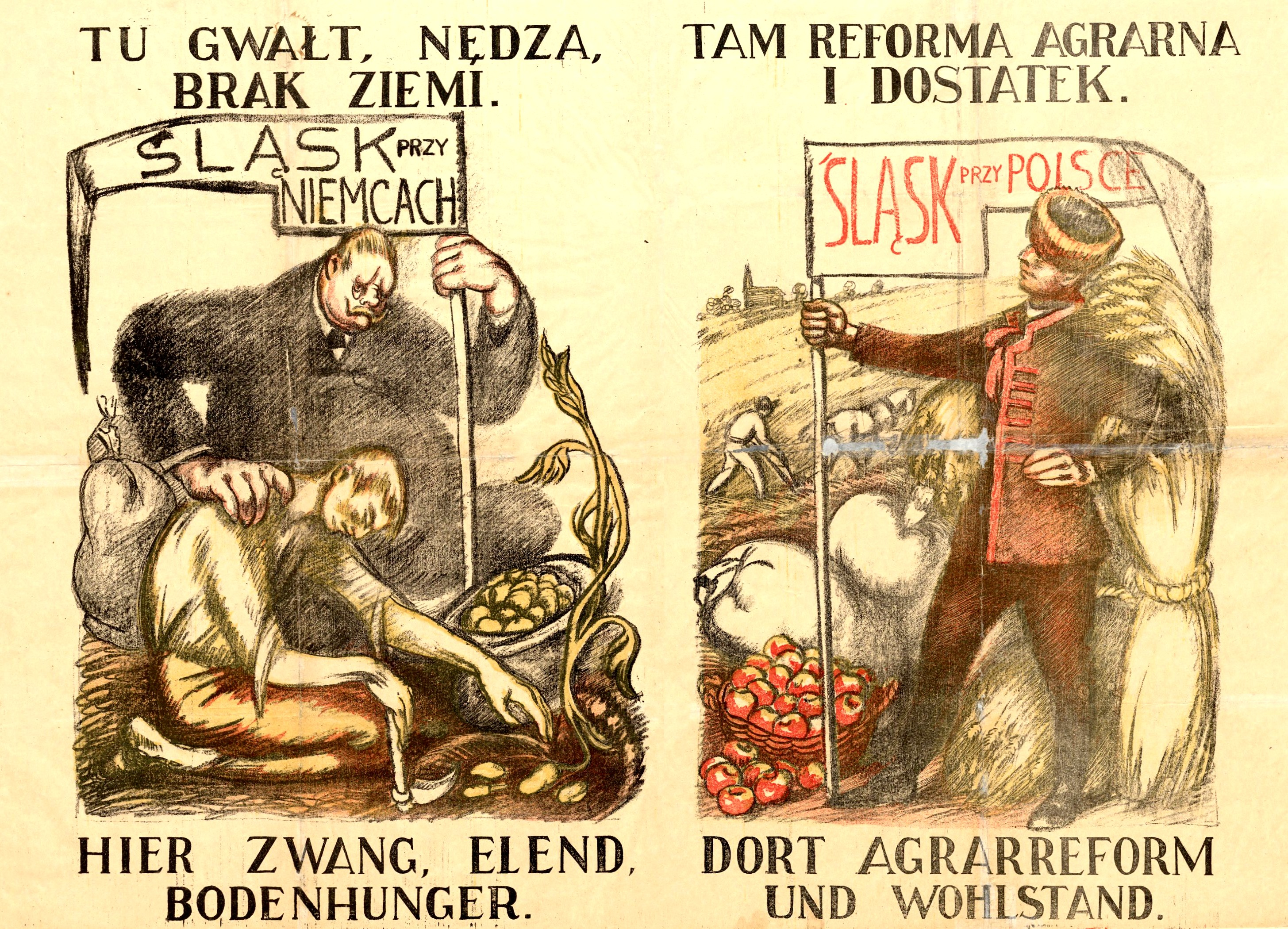
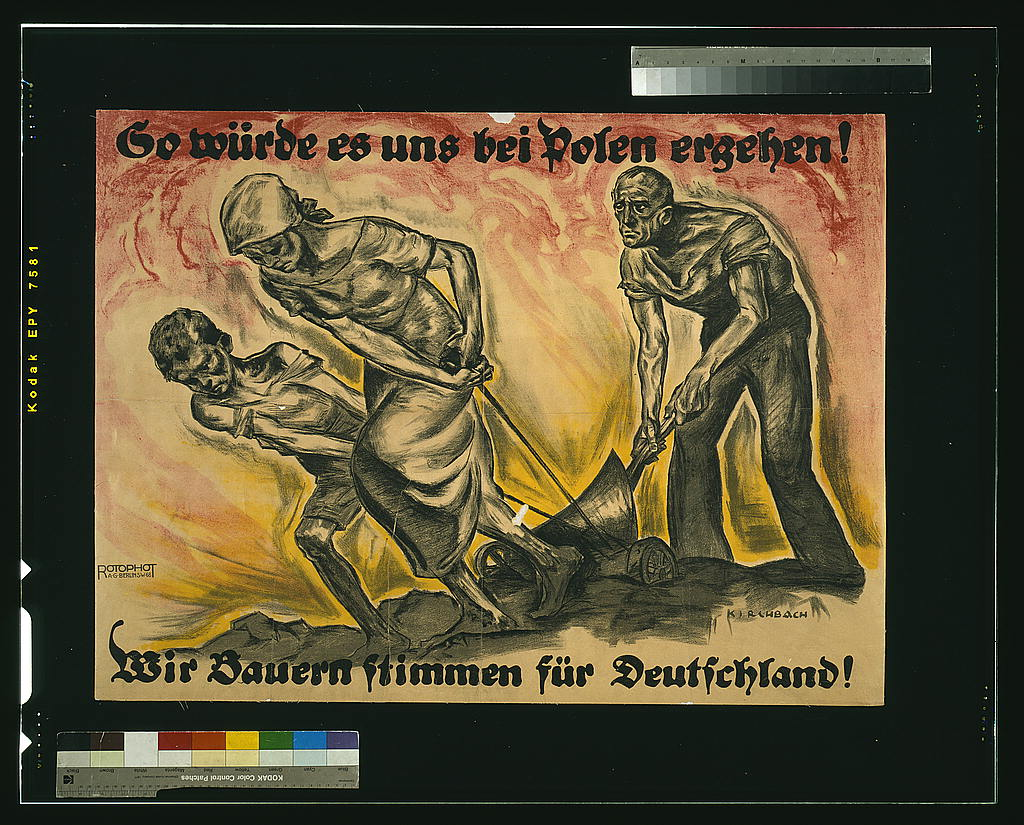
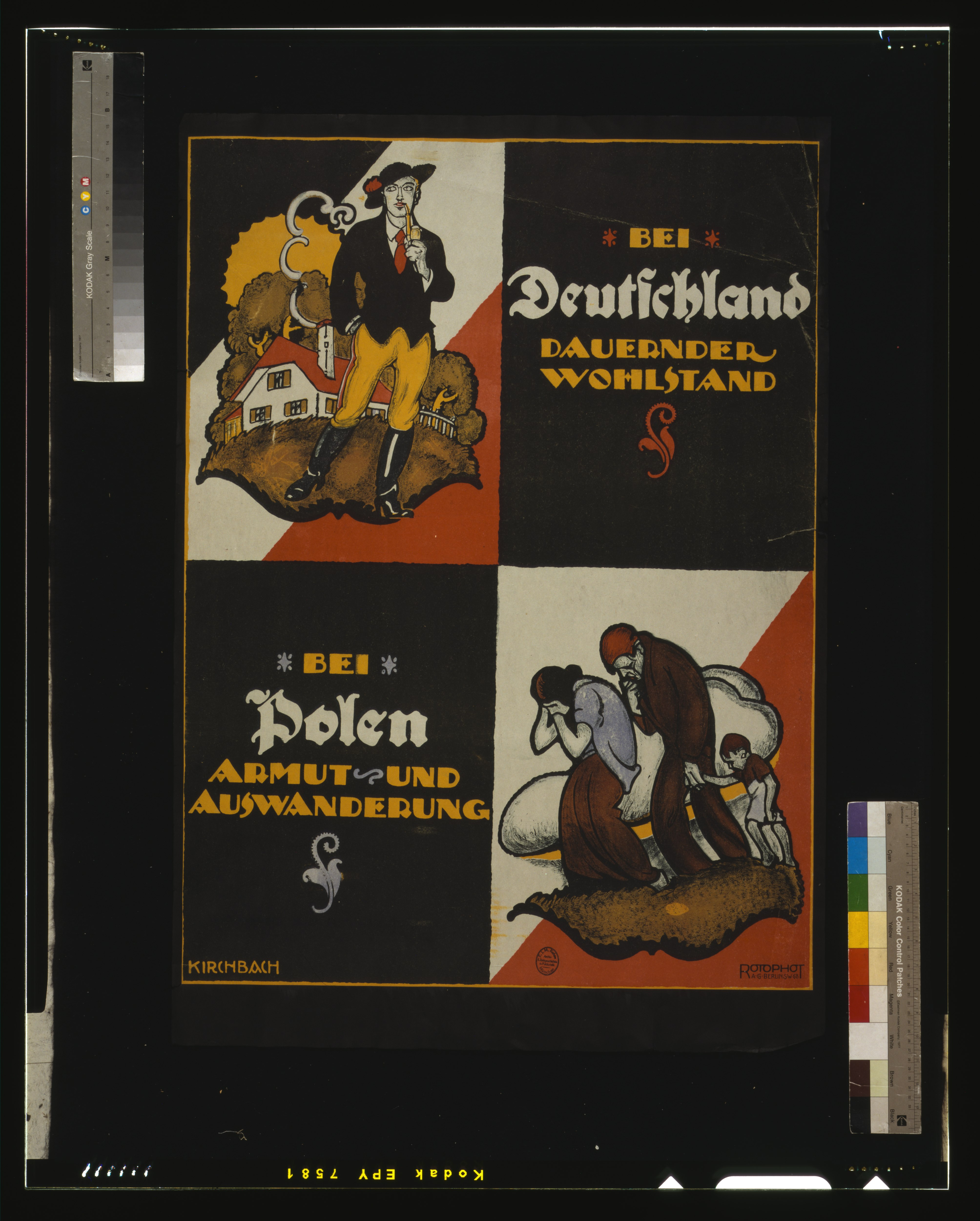
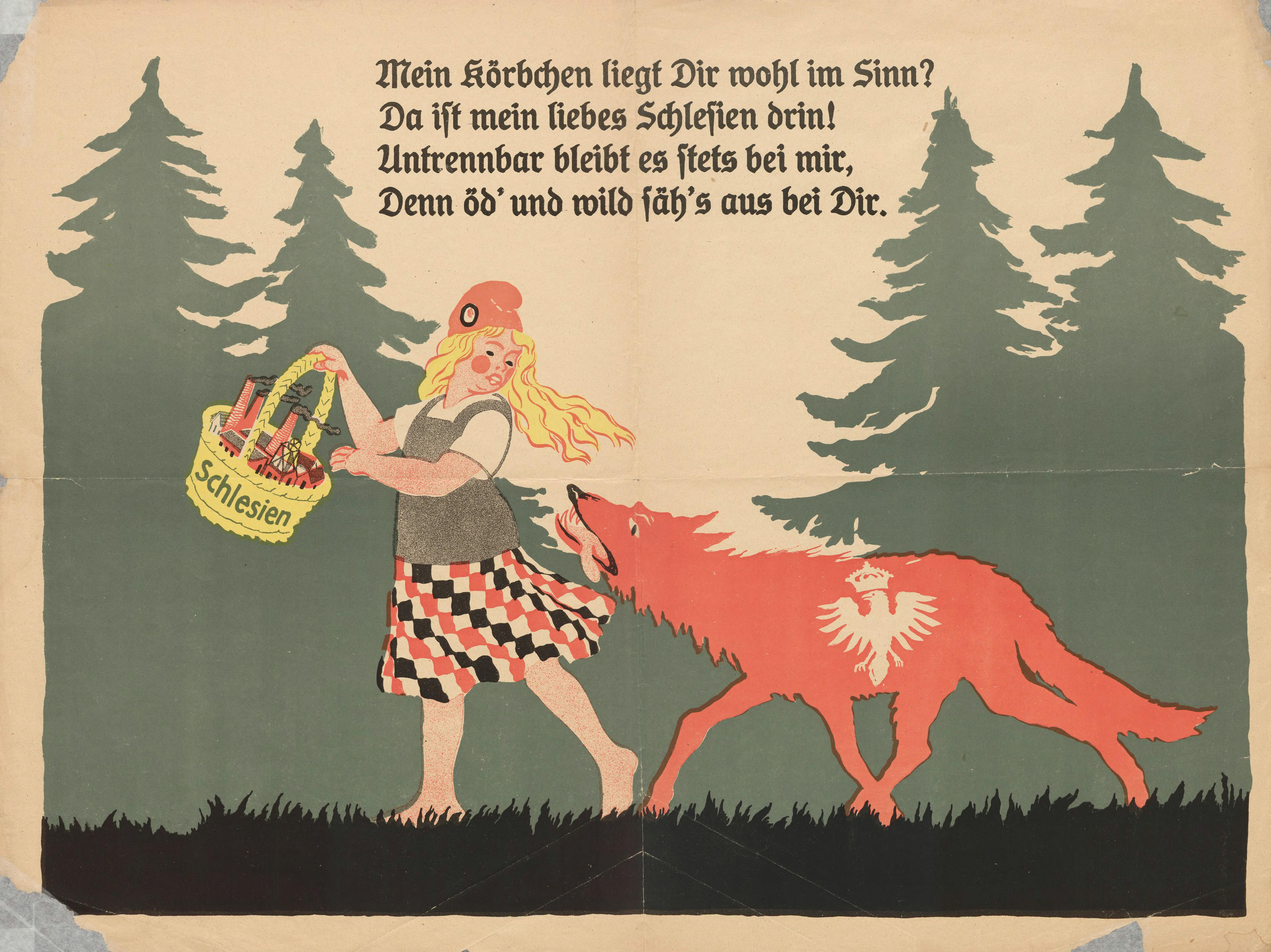

## Zasady i obszar plebiscytu
W grudniu 1920 r. Międzysojusznicza Komisja Rządząca i Plebiscytowa postanowiła, że uprawnionymi do głosowania zostaną osoby, które dnia 1 stycznia 1921 r. miały ukończony dwudziesty rok życia oraz:
1. urodziły się i mieszkają w obrębie obszaru plebiscytowego (kategoria A),
2. urodziły się w obrębie obszaru plebiscytowego, ale już tam nie zamieszkują (kategoria B) – tzw. emigranci,
3. nie urodziły się w obrębie obszaru plebiscytowego, ale osiedliły się tam przed 1 stycznia 1904 r. (kategoria C),
4. nie urodziły się w obrębie obszaru plebiscytowego, ale mieszkały tam 1 stycznia 1904 r. i zostały później wysiedlone przez władze niemieckie (kategoria D).

Do udziału w głosowaniu uprawnionych było 1 221 274 wyborców, z czego w kategorii A – 988 854 osoby, w kategorii B – 191 308 osób, w kategorii C – 41 106 osób, w kategorii D – 6 osób. Każdy głosujący otrzymywał w lokalu wyborczym opieczętowany zestaw – kopertę z dwoma kartami, jedną z napisem „Polska – Polen”, drugą z napisem „Deutschland – Niemcy”. Wybraną kartę należało umieścić w kopercie, którą następnie wrzucało się do urny.
Obszar plebiscytowy objął terytorium niemal całej rejencji opolskiej (bez Nysy i powiatów wiejskich: nyskiego, grodkowskiego i niemodlińskiego) – w tym sześć powiatów miejskich: Bytom, Gliwice, Katowice, Królewska Huta, Opole, Racibórz, piętnaście powiatów wiejskich: bytomski, głubczycki, katowicki, kluczborski, kozielski, lubliniecki, oleski, opolski, pszczyński, raciborski, rybnicki, strzelecki, tarnogórski, toszecko-gliwicki, zabrski, oraz wschodnią część powiatu prudnickiego.
Głosowanie miało się także odbyć w małym fragmencie (13 gmin) powiatu namysłowskiego z rejencji wrocławskiej, co w sumie dawało 1573 gmin wyborczych – 35 gmin miejskich, 1135 gmin wiejskich i 403 tzw. obszarów dworskich, będących majątkami posiadaczy ziemskich, z mieszkającymi tam pracownikami rolnymi. Na tej podstawie utworzono 1510 obwodów głosowania, włączając 63 najmniejsze jednostki administracyjne w obręb większych gmin.

Zdjęcia z dnia głosowania w Katowicach i Opolu
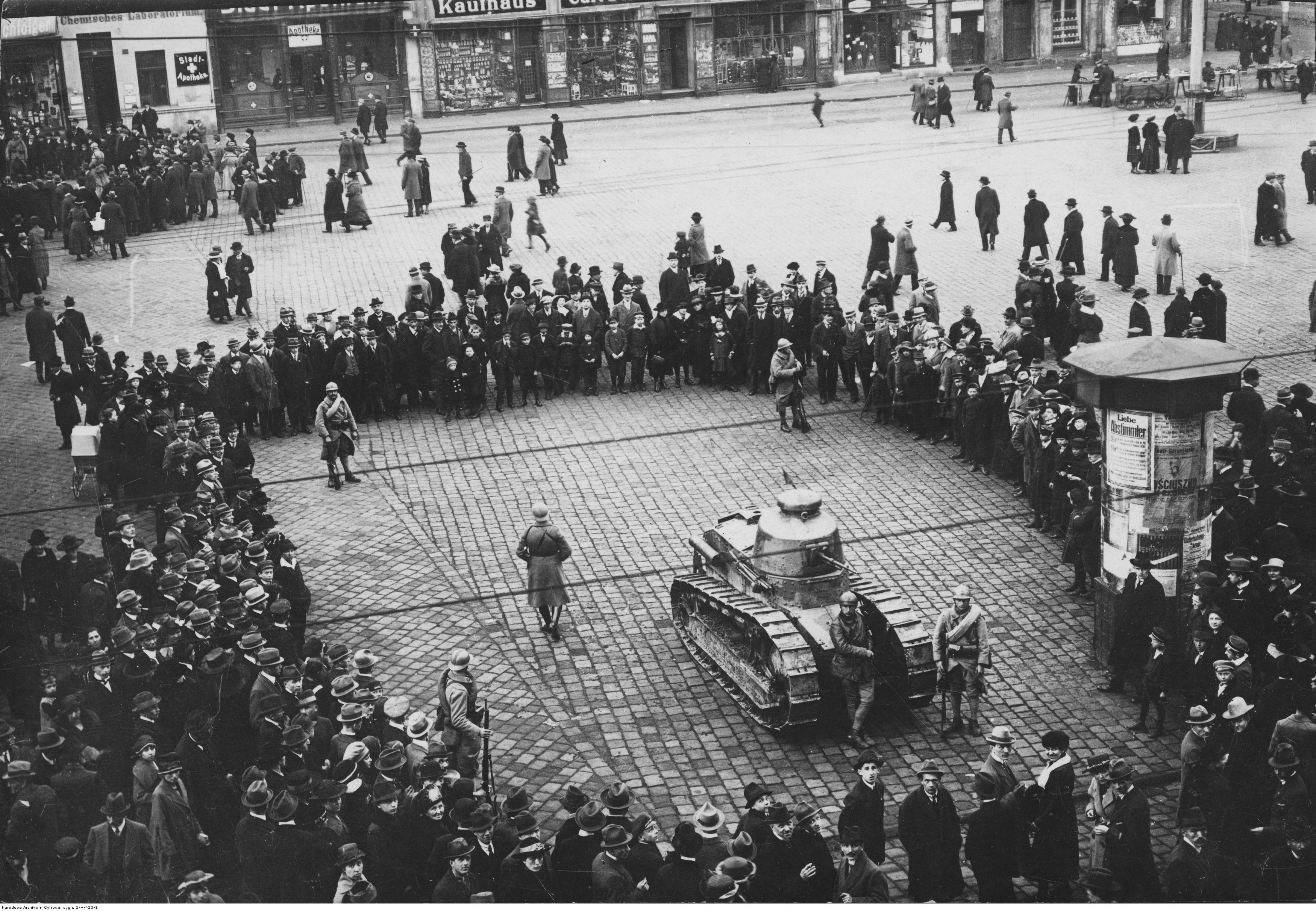
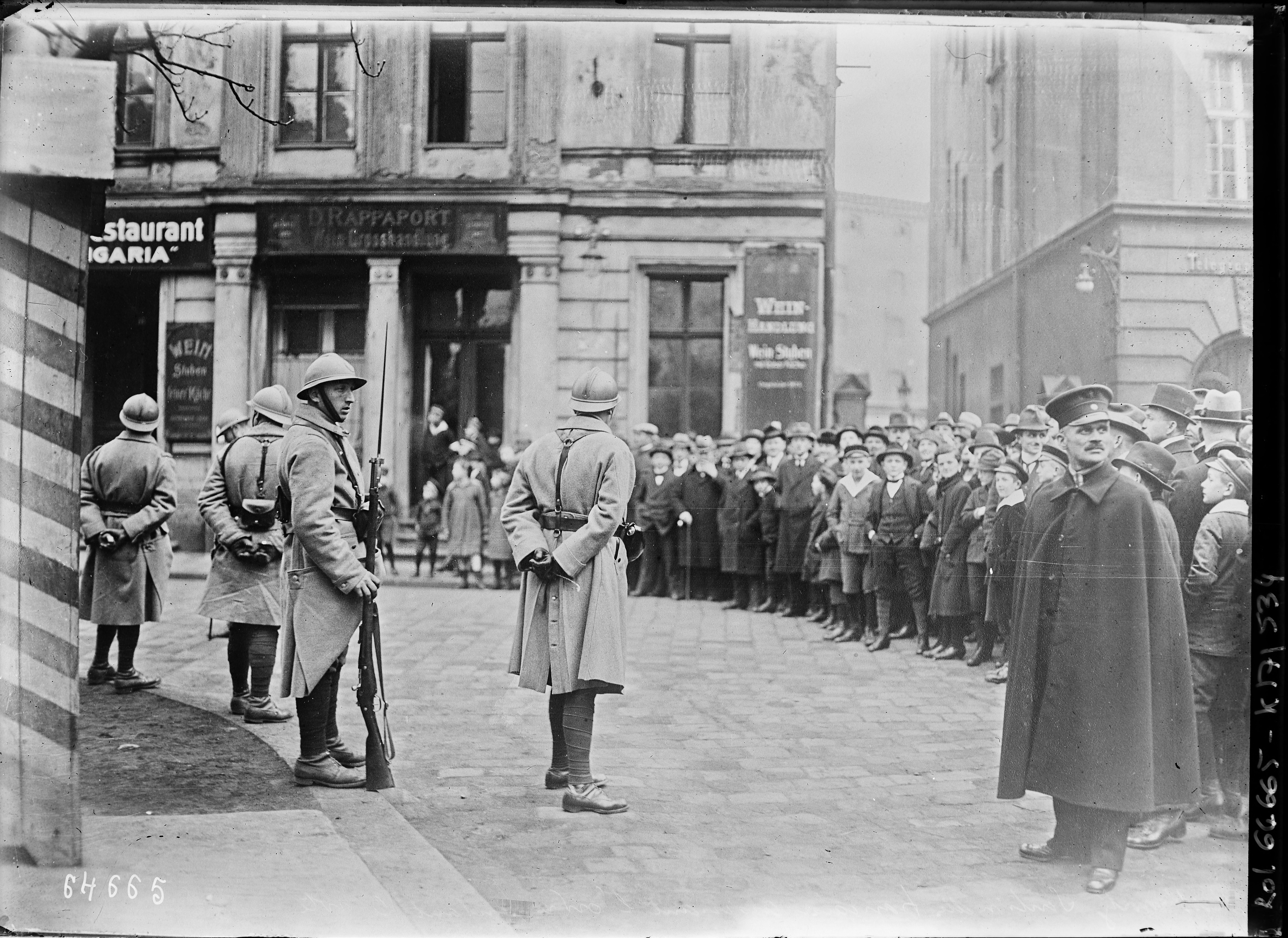
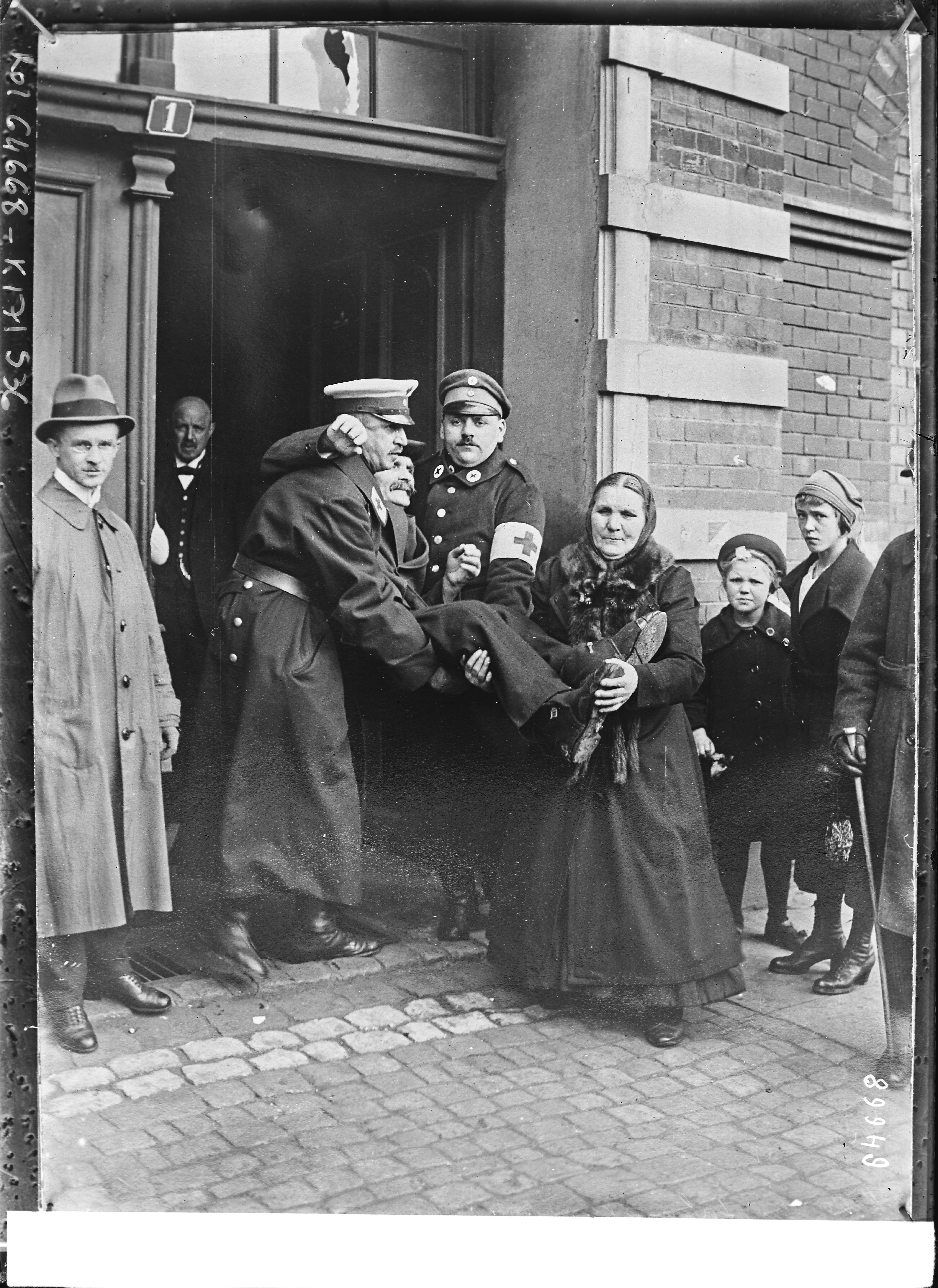
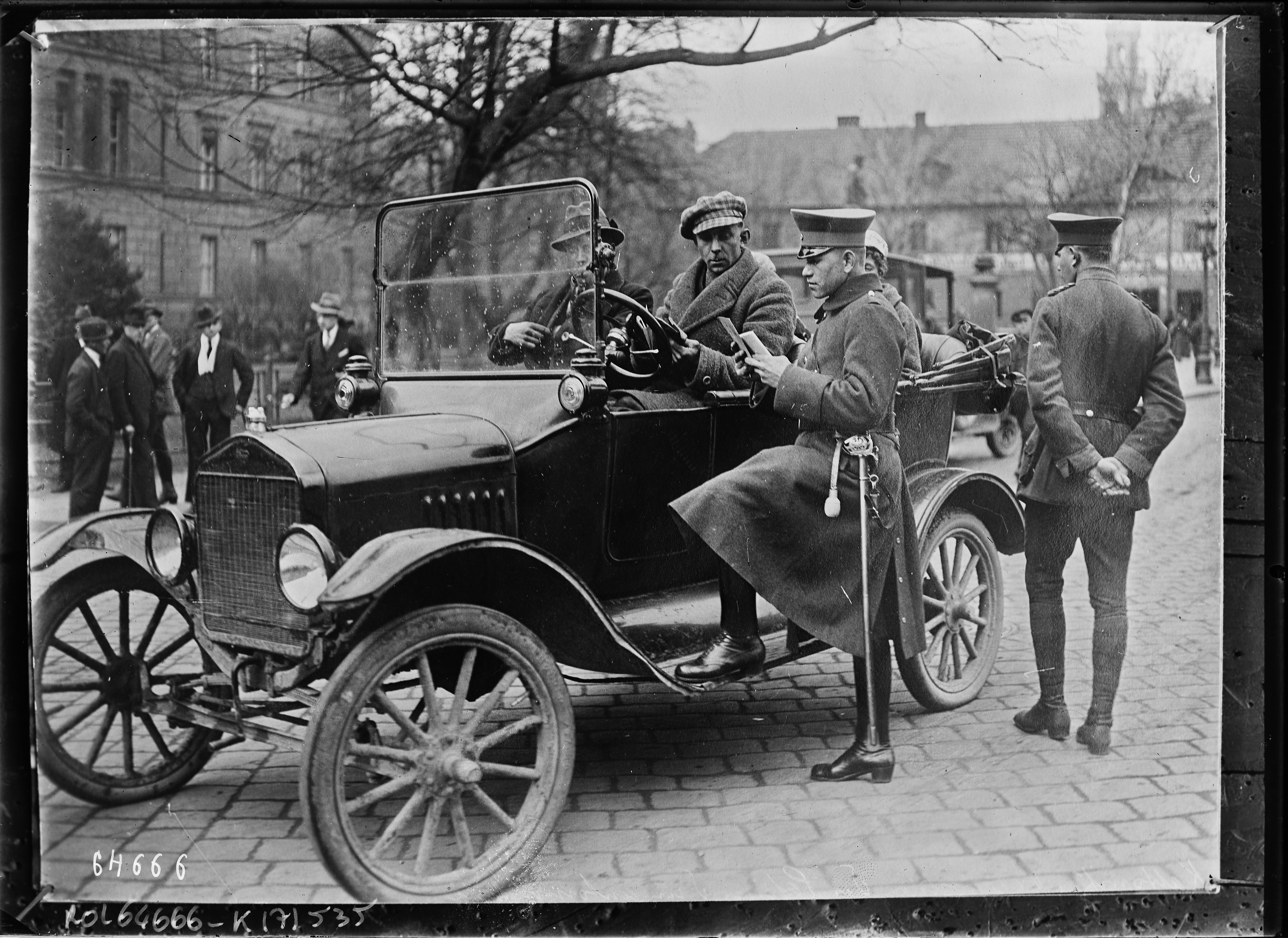
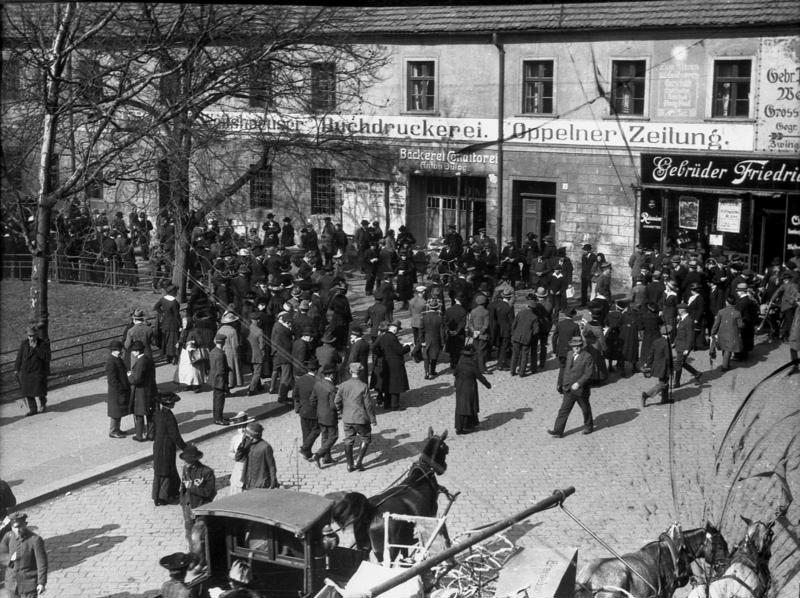

## Wyniki głosowania
powiaty z większością głosów za Polską
     powiaty z większością głosów za Niemcami
     powiaty z większością głosów za Polską
     powiaty z większością głosów za Niemcami

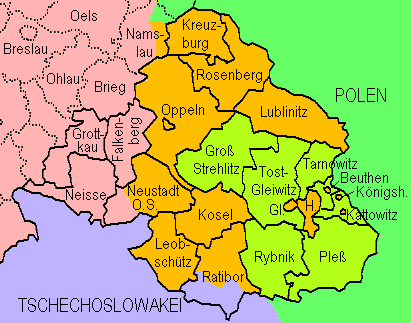
Wyniki plebiscytu na Górnym Śląsku:
powiaty z większością głosów za Polską
powiaty z większością głosów za Niemcami

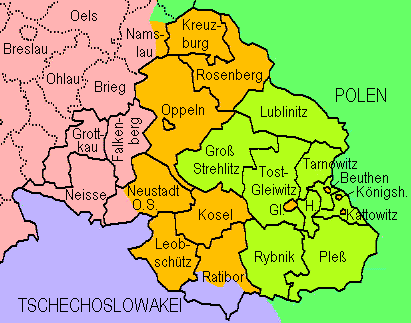
Wyniki plebiscytu na Górnym Śląsku (bez imigrantów):
powiaty z większością głosów za Polską
powiaty z większością głosów za Niemcami

W ujęciu sumarycznym, przy frekwencji 97,5%, za państwem niemieckim opowiedziało się 59,4% uprawnionych do głosowania, a za polskim 40,3%. Na poziomie gmin zwycięstwo niemieckie było mniej wyraźne z rezultatem 55,3% (836 obwodów głosowania za Niemcami, 672 za Polską, dwa remisy – w Kotorzu Wielkim i Rudzińcu). Generalnie prawie wszystkie miasta głosowały za Niemcami (wyjątkiem były trzy małe miasteczka – Bieruń, Miasteczko, Woźniki), natomiast na terenach wiejskich we wschodniej części przeważały głosy za Polską. Im dalej w kierunku zachodnim, tym wyniki głosowania na obszarach wiejskich były korzystniejsze dla Niemiec.
Według regulaminu przy decyzji mocarstw o ewentualnym podziale regionu miały mieć znaczenie rezultaty na poziomie gmin, z uwzględnieniem lokalnych uwarunkowań geograficznych i gospodarczych. Otrzymane wyniki stworzyły problemy interpretacyjne przy próbach wyrysowania jakiejkolwiek logicznej linii granicznej tak, by z jednej strony wziąć pod uwagę wolę ludności, a z drugiej zachować stabilność gospodarczą regionu. Dylemat ten otworzył duże pole manewru dla pracujących nad jego rozwiązaniem kartografów i dyplomatów.
| Preferencja    | Głosy      | Procent |
| -------------- | ---------- | ------- |
| Niemcy         | 707 393    | 59,4%   |
| Polska         | 479 365    | 40,3%   |
| Głosy nieważne | 3 879      | 0,3%    |
| Razem          | 1 190 637  | 100%    |
| Frekwencja     | Frekwencja | 97,5%   |

| Powiat                  | Liczba głosów za | Liczba głosów za | Procent głosów za | Procent głosów za | Procent za Polską wśród stałych mieszkańców |
| Powiat                  | Niemcami         | Polską           | Niemcami          | Polską            | Procent za Polską wśród stałych mieszkańców |
| ----------------------- | ---------------- | ---------------- | ----------------- | ----------------- | ------------------------------------------- |
| Bytom – miasto          | 29 889           | 10 102           | 74,7              | 25,3              | 27,7                                        |
| Gliwice – miasto        | 32 022           | 8 559            | 78,9              | 21,1              | 23,1                                        |
| Katowice – miasto       | 22 755           | 3 897            | 85,4              | 14,6              | 15,3                                        |
| Królewska Huta – miasto | 31 848           | 10 764           | 74,7              | 25,3              | 27,2                                        |
| Opole – miasto          | 20 800           | 1 111            | 94,8              | 5,2               | 6,6                                         |
| Racibórz – miasto       | 22 306           | 2 219            | 91,0              | 9,0               | 11,7                                        |
| bytomski                | 43 646           | 62 965           | 40,9              | 59,1              | 62,9                                        |
| głubczycki              | 64 463           | 254              | 99,6              | 0,4               | 0,6                                         |
| katowicki               | 52 879           | 66 147           | 44,4              | 55,6              | 60,3                                        |
| kluczborski             | 43 332           | 1 786            | 96,0              | 4,0               | 6,5                                         |
| kozielski               | 36 417           | 12 193           | 74,9              | 25,1              | 29,9                                        |
| lubliniecki             | 15 450           | 13 678           | 53,0              | 47,0              | 53,0                                        |
| oleski                  | 23 861           | 11 147           | 68,2              | 31,8              | 42,0                                        |
| opolski                 | 56 226           | 24 717           | 69,5              | 30,5              | 38,8                                        |
| prudnicki               | 33 203           | 4 495            | 88,1              | 11,9              | 16,7                                        |
| pszczyński              | 18 570           | 53 472           | 25,8              | 74,2              | 80,8                                        |
| raciborski              | 26 280           | 18 478           | 58,7              | 41,3              | 48,4                                        |
| rybnicki                | 27 924           | 52 332           | 34,8              | 65,2              | 73,1                                        |
| strzelecki              | 22 388           | 23 033           | 49,3              | 50,7              | 58,6                                        |
| tarnogórski             | 16 877           | 27 548           | 38,4              | 61,6              | 67,2                                        |
| toszecko-gliwicki       | 20 402           | 27 198           | 42,5              | 57,5              | 63,3                                        |
| zabrski                 | 45 282           | 43 319           | 51,5              | 48,9              | 52,5                                        |

## Czynniki mające wpływ na wyniki
1. Brak ścisłej zależności między stosowanym językiem a orientacją plebiscytową – ok. 40% osób, które w pruskim spisie powszechnym z 1910 r. zaklasyfikowano jako polskojęzyczne, w plebiscycie z 1921 r. oddało głos za Niemcami[37]. Oprócz ludności poczuwającej się do narodowości polskiej lub niemieckiej, znaczna część Górnoślązaków nie miała wykrystalizowanej świadomości narodowej. Grupa ta, określana przez historyków ludnością tzw. labilną lub indyferentną, według Wojciecha Korfantego mogła wówczas stanowić ok. 1/3 wśród polskojęzycznych mieszkańców obszaru plebiscytowego. Były to osoby ujmowane w pruskich statystykach jako polskojęzyczne, na co dzień mówiły jednak gwarą śląską, zazwyczaj czytały prasę i polską, i niemiecką, uczęszczały na polskie nabożeństwa[38]. Grupa ta odczuwała jako nadrzędną śląską tożsamość regionalną, w niektórych aspektach ciążąc ku pruskim wzorcom kulturowym, jak kult pracy i oszczędzania przeciwstawiany sarmackiemu życiu ponad stan, które miało cechować przybyszów z Polski[39]. Osoby te zagłosowały pod wpływem kombinacji rozmaitych czynników materialno-społecznych. W przypadku wielu Górnoślązaków, których sposób myślenia odnosił się wcześniej do najbliższej okolicy i regionu, plebiscyt po raz pierwszy wymusił jednoznaczną identyfikację narodową[40]. Antagonizm polsko-niemiecki na Górnym Śląsku nie miał, mimo tendencji wzrastającej, powszechnego charakteru przed I wojną światową, a po wojnie nie był aż tak silny w całym społeczeństwie, jak w kręgach politycznych. Nawet po pojawieniu się granicy państwowej w regionie funkcjonowała pewna płaszczyzna koegzystencji w postaci polsko-niemieckich małżeństw oraz przemieszanych środowisk pracy, miejsc zamieszkania i wspólnot wyznaniowych[41].
2. Głosowanie za Polską oznaczało wyrzeczenie się znanych stosunków prawnych i warunków bytowych na rzecz funkcjonowania w obrębie nowego tworu politycznego. Choć część Górnoślązaków żywiła pretensje do Niemiec o prowadzenie dyskryminacji kulturowej, to w Polsce widzieli kraj o niższym poziomie cywilizacyjnym[42]. Obraz polskiego zapóźnienia nie był jedynie wytworem niemieckiej propagandy, gdyż utworzone województwo śląskie odziedziczyło po Prusach system ubezpieczeń społecznych, formy spółdzielczości oraz infrastrukturę energetyczną i transportową, które stopniem rozwoju przewyższały inne województwa Rzeczpospolitej[43].
3. Asymetryczna struktura społeczna regionu, z ludnością niemiecką skupiającą sfery inteligencji, przemysłowców i ziemiaństwa, podczas gdy trzon ludności polskiej stanowili robotnicy i chłopi. Część gorzej usytuowanych klas społecznych głosowała za opcją polską w nadziei na zmniejszenie nierówności i otwarcie ścieżek awansu[44]. Wśród biedniejszych warstw, szczególnie na obszarach wiejskich, poziom świadomości narodowej był jednak organicznie niższy, a asymetryczny układ stwarzał możliwości wywierania presji przez proniemieckich pracodawców czy urzędników, po to by wpływać na preferencje plebiscytowe niezdecydowanych[45].
4. Przewaga Niemieckiego Komisariatu Plebiscytowego, który dysponował bardziej rozproszoną siecią organizacji agitacyjnych oraz większymi kadrami i pieniędzmi, co przekładało się na szersze możliwości oddziaływania. Polski Komisariat Plebiscytowy funkcjonował sprawnie, lecz w obrębie obcego organizmu państwowego startował z niższego pułapu organizacyjnego, co trudno było nadrobić. Zmagania agitacyjne nierzadko, szczególnie w okresie powstań, przybierały formy przemocowe, jak zastraszanie czy nawet terror przez skrajnie nastawione grupy niemieckie i polskie[46].
5. Strona niemiecka posiadała korzystniejsze warunki dla prowadzeniu kampanii szczególnie w 1919 r. i przez znaczną część 1920 r. Zanim Komisja Międzysojusznicza objęła nadzór administracyjny i wojskowy nad terenem plebiscytowym (luty 1920 r.), dochodziło do licznych aktów dyskryminacji ludności propolskiej (zwalnianie z pracy, aresztowania). Po przybyciu Komisji, urzędnicy administracji lokalnej (landraci, naczelnicy gmin) dalej pełnili swoje funkcje, a niemiecką policję rozwiązano i zastąpiono formacją mieszaną niemiecko-polską dopiero w sierpniu 1920 r.[47]
6. Emigranci (19,3% ogółu wyborców) zgodnie głosowali za opcją niemiecką (wynik 90% w tej grupie) i wpłynęli na sumaryczny rezultat plebiscytu, ale go nie przeważyli, choć ich udział odwrócił wynik na poziomie powiatów w dwóch przypadkach – powiecie lublinieckim i zabrskim[48]. Strona niemiecka była bardziej skuteczna w sprowadzaniu proniemiecko nastawionych migrantów, niż strona polska w analogicznych działaniach odnośnie migrantów propolskich[49]. Wniosek o dopuszczenie emigrantów zgłosiła delegacja polska (konkretnie Eugeniusz Romer), po czym później nastąpiła zmiana stanowiska i próbowano się z tego rozwiązania wycofać, ale bezskutecznie[50].
7. Włączenie do terenu plebiscytowego niemieckojęzycznych oraz polskojezyczno-ewangelickich okolic Prudnika, Głubczyc, Namysłowa i Kluczborka, co do mieszkańców których było wiadomo, że najpewniej zagłosują za Niemcami[51]. Strona polska była przeciwna obejmowania tych rejonów plebiscytem, mimo że wobec części z nich (Kluczbork, Namysłów) wysuwała wcześniej roszczenia terytorialne podczas paryskiej konferencji pokojowej[52].

## Podział obszaru plebiscytowego

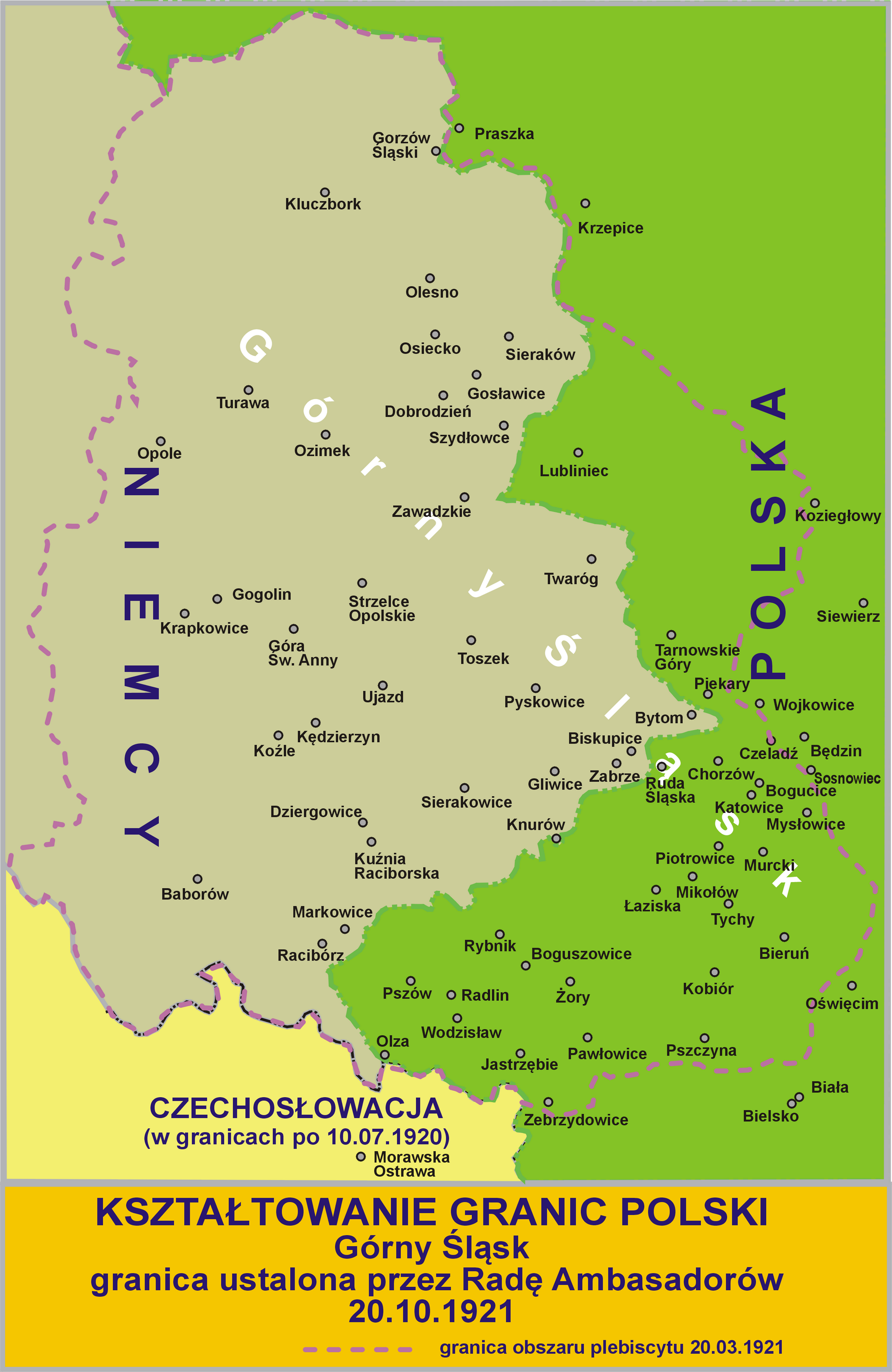
Przebieg granicy polsko-niemieckiej ustalony przez światowe mocarstwa po plebiscycie

Po przeprowadzeniu plebiscytu przedstawiciele Wielkiej Brytanii i Włoch w Komisji Międzysojuszniczej zaproponowali taki podział spornego obszaru, że Polska miała objąć jedynie rejon Pszczyny i Rybnika oraz niewielkie fragmenty terenu w okolicach Katowic i Lublińca. Resztę, z największym udziałem przemysłu, sugerowano oddać Niemcom. Odmienny plan przedstawili Francuzi, opowiadając się za przyznaniem Polsce całej wschodniej części Górnego Śląska, po Strzelce na zachodzie, razem z całym okręgiem przemysłowym, co w niewielkim stopniu odbiegało od polskiej propozycji podziału według tzw. linii Korfantego (wyznaczonej przez miejscowości Racibórz–Gogolin–Olesno).
Kompromisu nie osiągnięto i w kwietniu 1921 r. przewodniczący Komisji Międzysojuszniczej przesłał decyzyjnej Radzie Ambasadorów dwie wykluczające się koncepcje – proniemiecki projekt brytyjsko-włoski i propolski projekt francuski. W Radzie również nie potrafiono wypracować wspólnego stanowiska. W obawie przed akceptacją planu brytyjsko-włoskiego, strona polska w maju 1921 r. wznieciła trzecie powstanie śląskie, by wymusić korzystniejsze dla siebie rozwiązanie. Oddziały polskiej konspiracji (POW) zajęły tereny po Odrę na zachodzie, po czym zostały wyparte spod Góry św. Anny przez paramilitarne siły niemieckie (Selbstschutz). Przy impasie politycznym wśród mocarstw, z podjęciem decyzji w sprawie Górnego Śląska zwrócono się do Rady Ligi Narodów, która w październiku 1921 r. wydała werdykt o podziale regionu, zatwierdzony przez Radę Ambasadorów. Proces szczegółowych uzgodnień i ratyfikacji trwał jeszcze do czerwca 1922 r. Ostatecznie Rzeczpospolitej przypadło 29% powierzchni spornego terytorum oraz 46% ludności tam mieszkającej. W granicach Republiki Weimarskiej pozostało 71% obszaru i 54% ludności
Polska uzyskała w całości dwa powiaty wiejskie: pszczyński i katowicki oraz dwa miejskie: Królewską Hutę i Katowice, ponadto większe części powiatów: bytomskiego wiejskiego, raciborskiego, rybnickiego, lublinieckiego, tarnogórskiego i zabrskiego, a także skrawki powiatów: bytomskiego miejskiego i toszecko-gliwickiego. W sumie w polskim posiadaniu znalazło się 338 gmin, co w przybliżeniu stanowiło połowę gmin, jakie opowiedziały się za Polską w głosowaniu. Polsce zostały przyznane natomiast liczne miasta, których ludność zagłosowała zdecydowanie za Niemcami: Katowice, Królewska Huta (Chorzów), Pszczyna, Rybnik, Mysłowice, Mikołów, Żory, Tarnowskie Góry. Niemcom pozostawiono całe powiaty wiejskie: głubczycki, kluczborski, kozielski, oleski, opolski, prudnicki i strzelecki, oraz dwa powiaty miejskie: Gliwice i Opole. Z innych ważnych miast w granicach Niemiec pozostały: Bytom, Zabrze i Racibórz. Jednak to w Polsce znalazła się większość górnośląskich zakładów przemysłowych. Ze zbioru 91 kopalni (przede wszystkim węgla, ale także rud metali), 18 koksowni, 27 hut z 37 wielkimi piecami oraz 15 stalowni, w państwie polskim ulokowano: 72 kopalnie, 11 koksowni, 23 huty z 22 wielkimi piecami oraz 9 stalowni.

## Dalsze dzieje granicy polsko-niemieckiej

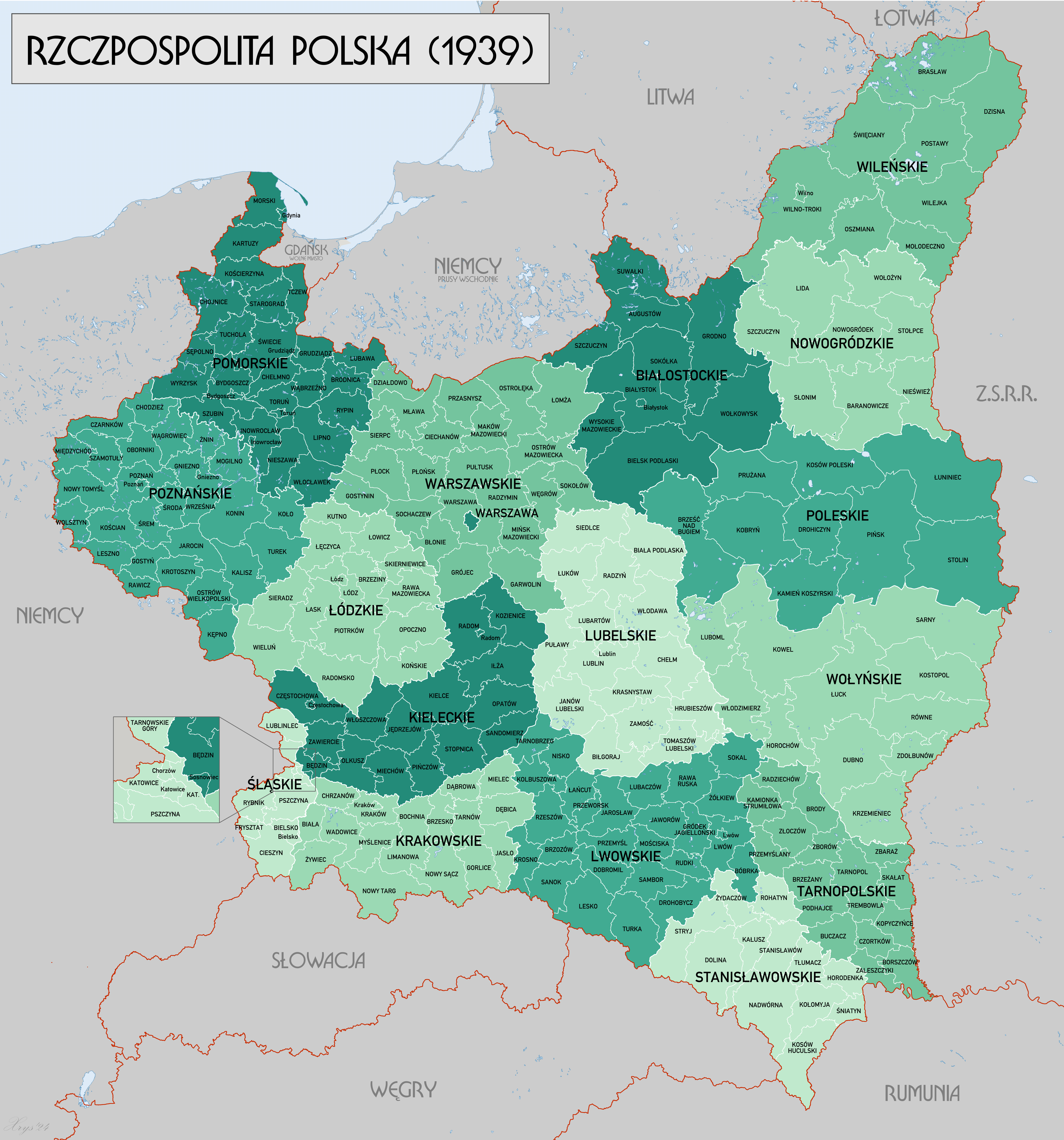
Województwo śląskie w obrębie II Rzeczpospolitej (1939)

Zainteresowane państwa zajęły przyznane im terytoria w czerwcu i lipcu 1922 r. Proces szczegółowej delimitacji i oznakowania granicy w terenie zakończył się dopiero w 1923 r. Wynikało to z faktu, że przebiegała ona w poprzek wysoce zintegrowanego zagłębia przemysłowego, przecinając majątki rolne, grunty przedsiębiorstw, linie energetyczne i wodociągowe oraz ciągi komunikacyjne. Sprawy prawno-ekonomiczne dotyczące wzajemnej ochrony praw mniejszości regulowała konwencja genewska o Górnym Śląsku podpisana przez Niemcy i Polskę w maju 1922 r. Miejscowa ludność uzyskała opcję wyboru obywatelstwa i kraju zamieszkania, a życie w rozdzielonym państwowo regionie ułatwiało wprowadzenie tzw. kart cyrkulacyjnych, które umożliwiały swobodne przekraczanie granicy w ramach codziennej aktywności prywatnej i zawodowej. Szacuje się, że w latach 1922–1924 ok. 170 000 Górnoślązaków (czyli prawie 20% stałych mieszkańców głosujących w plebiscycie) wyemigrowało na drugą stronę granicy, z czego większość (ponad 100 000) stanowili Niemcy opuszczający Polskę.
Po 1922 r. polityka władz dwóch państw w stosunku do granicy i mniejszości była odmienna. Obydwa kraje, mimo rozbudowanych mechanizmów ochronnych konwencji genewskiej, stosowały działania dyskryminacyjne wobec mniejszości u siebie, jednak Niemcy robili to w sposób o wiele bardziej bewzględny. W polityce międzynarodowej Rzeczpospolita działała na rzecz utrzymania status quo odnośnie granicy polsko-niemieckiej, Republika Weimarska z kolei przyjęła narrację rewizjonistyczną o potrzebie powrotu do kształtu granicy sprzed I wojny światowej.